# خط کوفی

الفبای خط کوفی - پانتوگرافی فرای (۱۷۹۹)

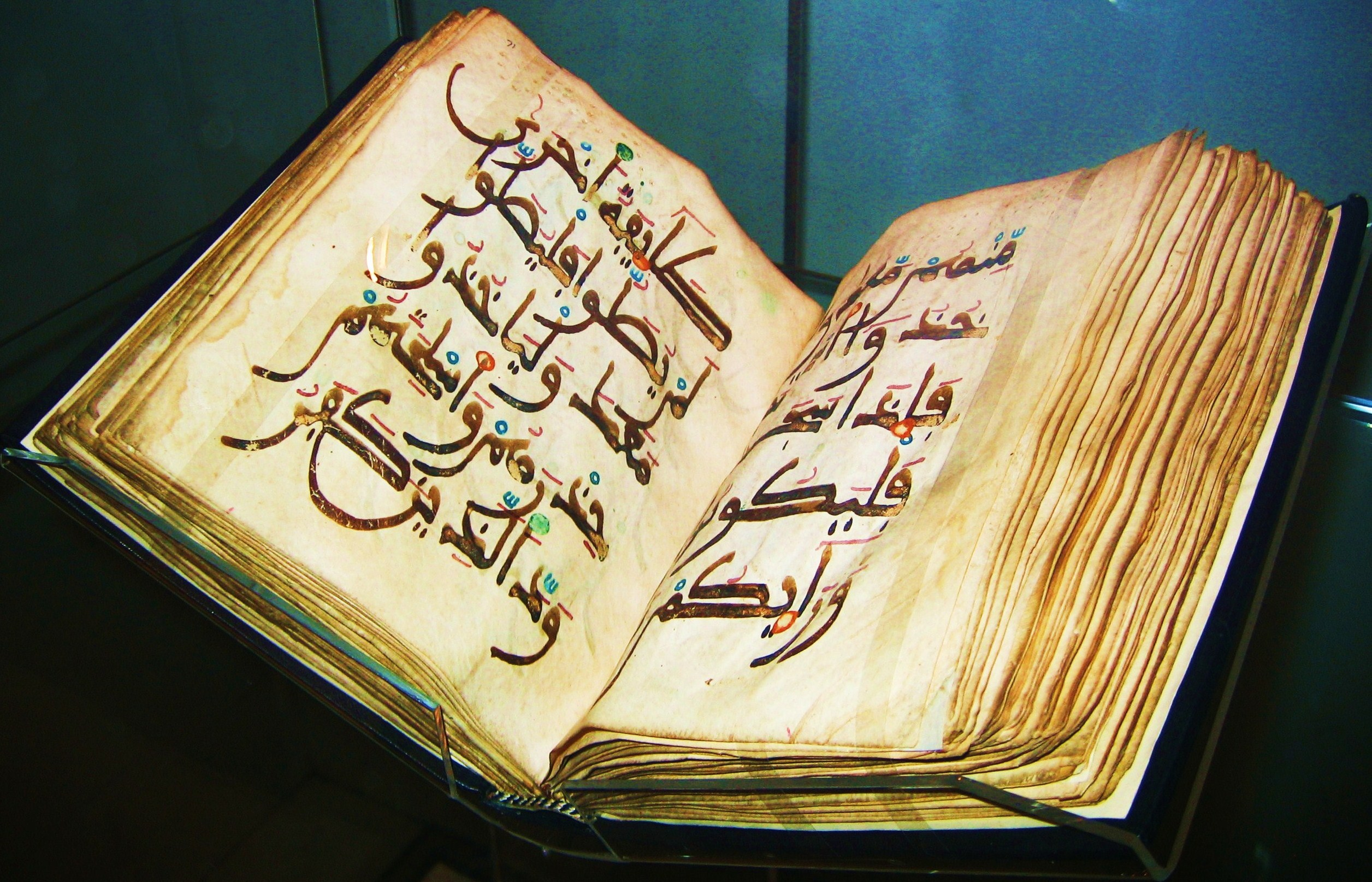
یک جلد از کتاب قرآن به خط کوفی این کتاب اینک در موزه بریتانیا قرار دارد.

خط کوفی، همان خط آرامی به زبان فارسی و عربی است. خط کوفی نام خطی از خطوط اسلامی است که منسوب به شهر کوفه است و گفته می‌شود که در آن جا شکل گرفته و توسعه یافته است. پس از سدهٔ سوم هجری با فراگیر شدن خط نسخ و دیگر دبیره‌های نوآوری شده، رفته‌رفته کاربرد خط کوفی کم‌تر شد، تا این که پس از سده پنجم هجری کمابیش کنار گذاشته شد و بیش‌تر کاربرد تزیینی و محدود یافت. یکی از کهن‌ترین خطوط اسلامی خط کوفی است که نمونه‌های قدیمی آن را می‌توان بر صفحات کتاب قرآن، سکه‌های خلفای اسلامی و همچنین کتیبه‌های قدیمی‌ترین مساجد مشاهده کرد. تا سدهٔ ۴ هجری برای نوشتن از خط کوفی استفاده می‌شد. محمدنظر

## مشخصات

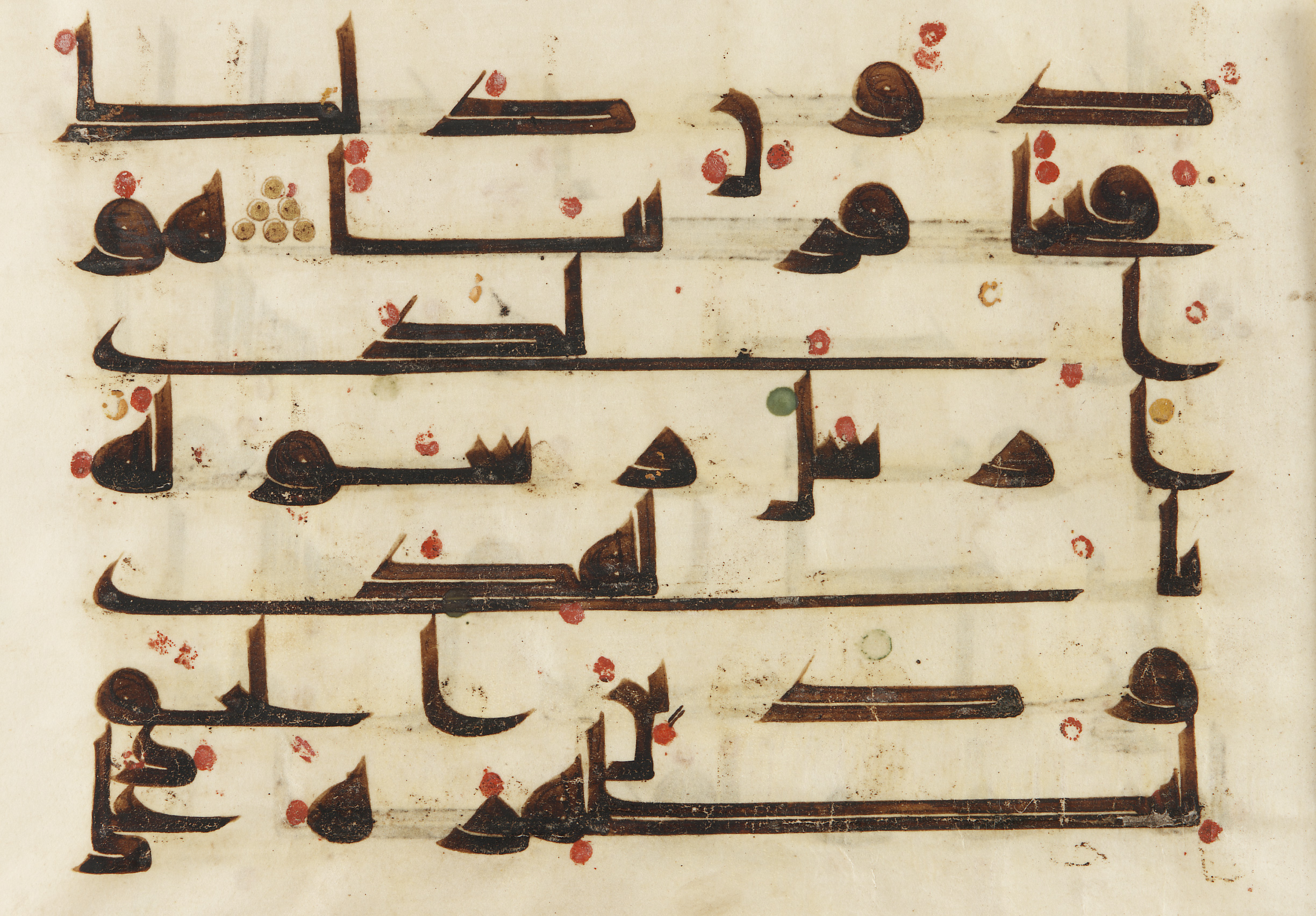
نگاره بالا آیه‌هایی از سوره فتح که در دوران عباسیان به خط کوفی خوشنویسی شده است. این اثر مربوط به قرون هشتم و نهم میلادی است.

خط کوفی بیشتر متشکل از خطوط مستقیم و زاویه‌دار است و کم‌تر خمیدگی یا دور در آن مشاهده می‌شود، اغلب شیوه‌های نگارش این خط با حرکت‌های عمودی و افقی ممتد و بلندی همراه است. هرچند در نسخه‌های متأخر این خط نقطه‌گذاری و حرکت‌گذاری دیده می‌شود اما در بیشتر متونی که به این خط در سده‌های نخست اسلامی نوشته شده نقطه‌هایی برای نشان دادن واکه‌های کوتاه و نقطه‌هایی برای تفکیک حروف مشابه نیست.

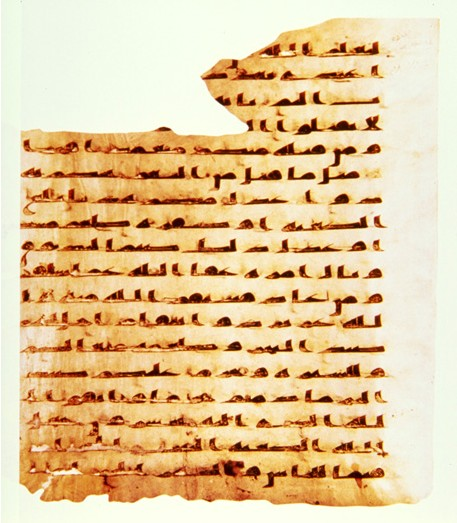
خط کوفی اولیه مربوط به سدهٔ اول یا دوم هجری/هفتم یا هشتم میلادی

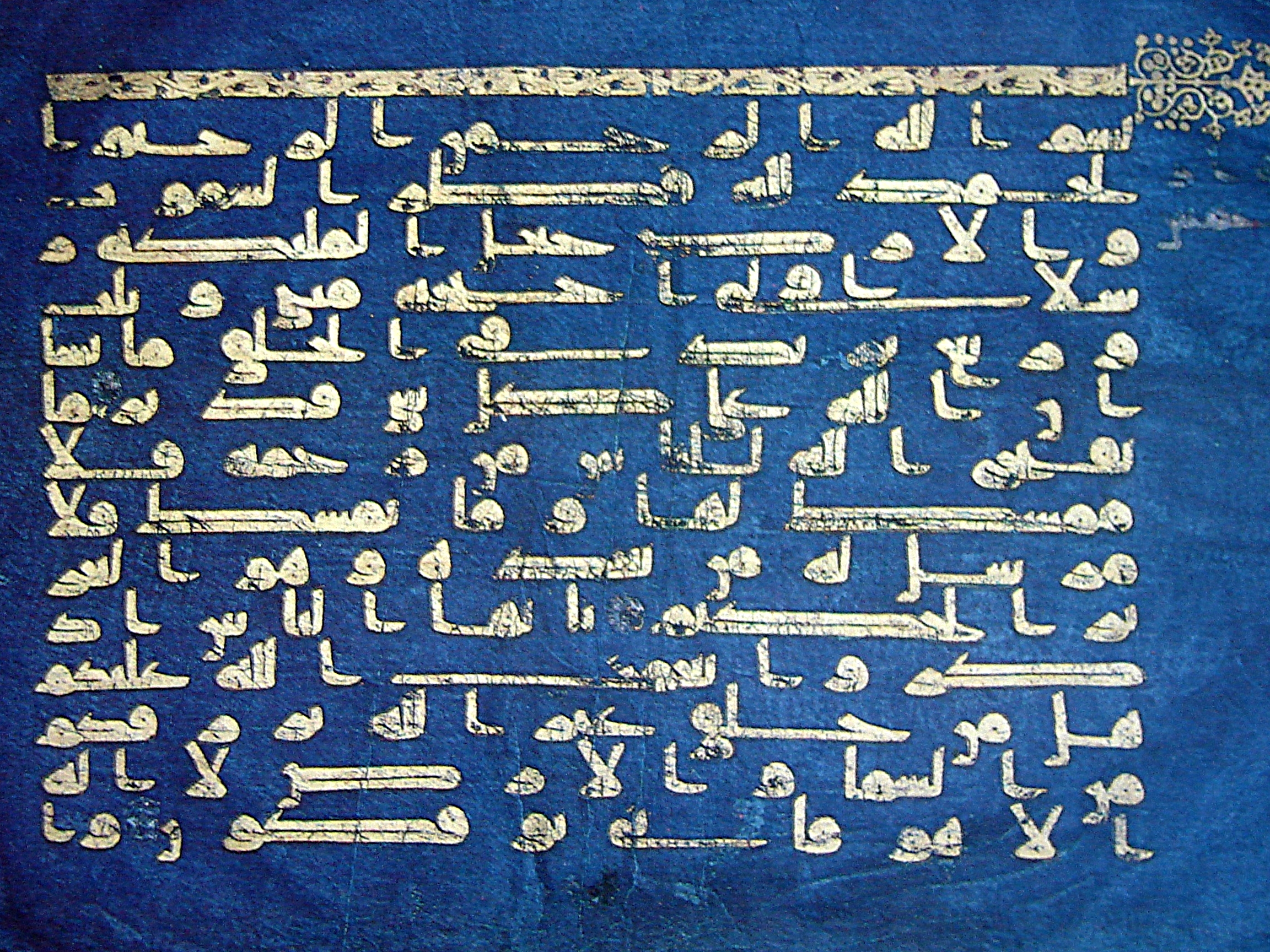
قرآن آبی، بخشی از سوره فاطر، کوفی ساده بر روی پوست، سدهٔ ۱۰ یا ۱۱ م

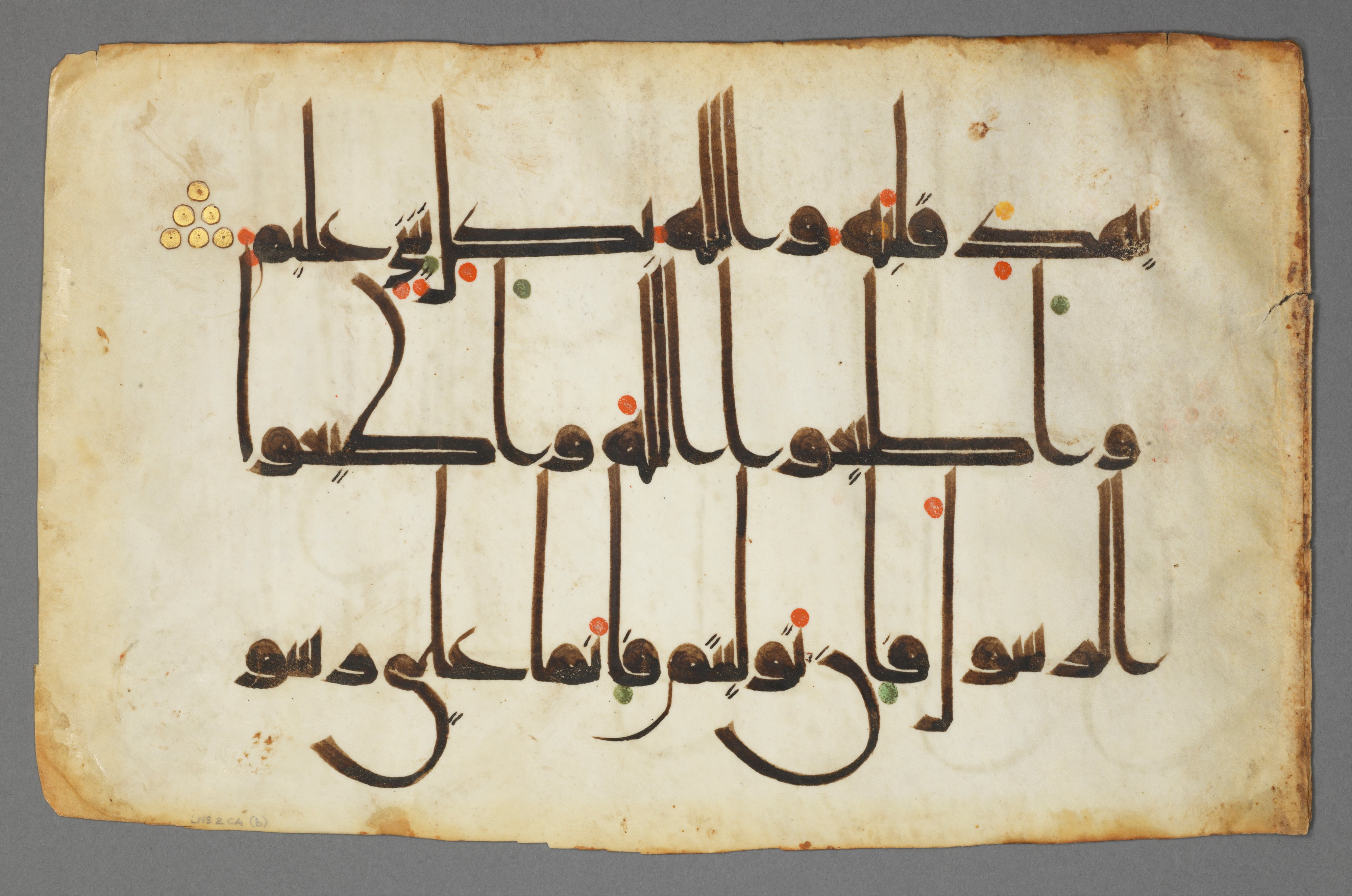
برگی از قرآن متعلق به سده ۴ هجری قمری این آیات بر روی پوست به خط کوفی نوشته شده‌اند. نقاط حروف به رنگ‌های آبی، نارنجی، سبز و قرمز هستند.

## تاریخچه

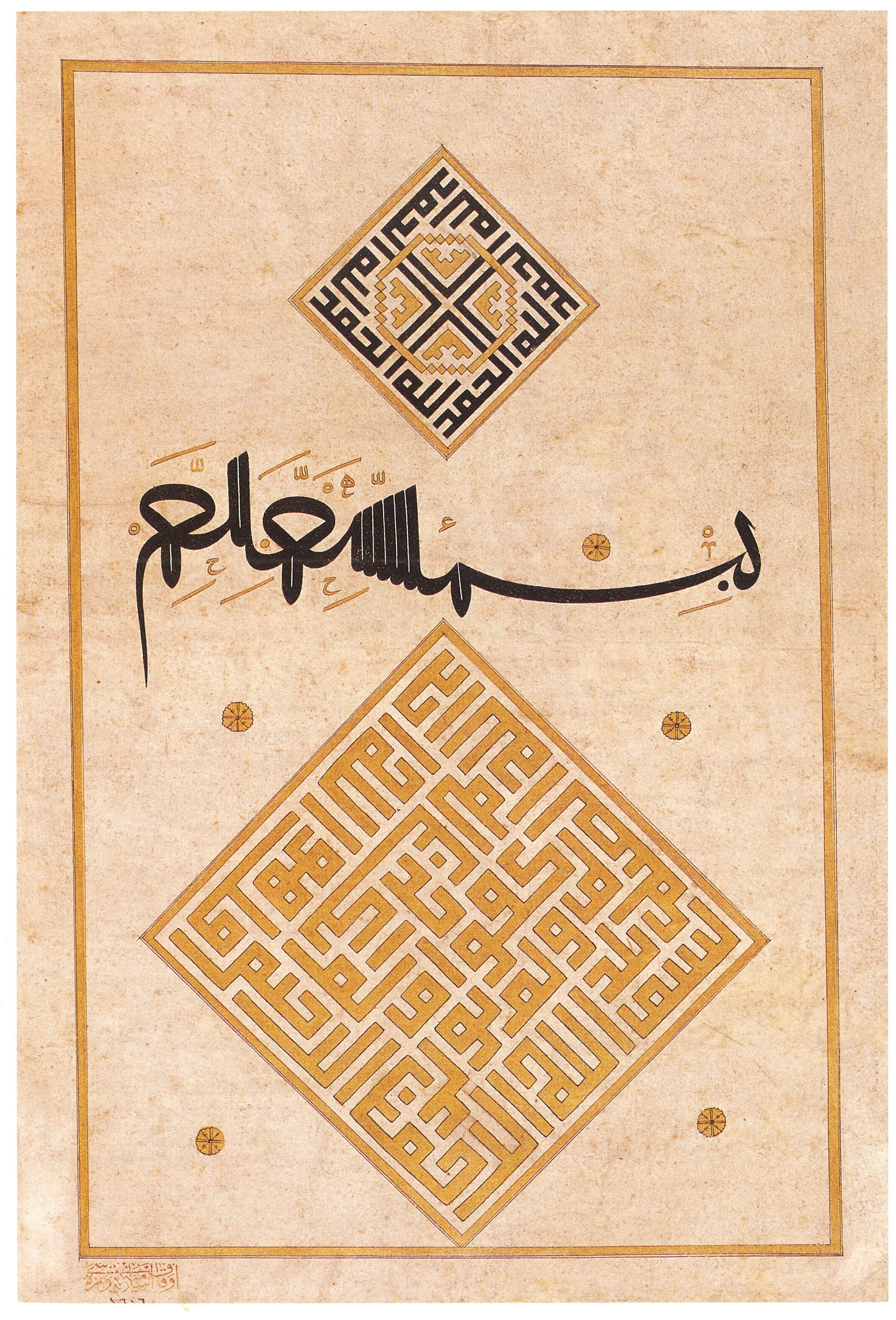
خط کوفی معقلی گنجانده شده در دو مربع به خط احمد شمس‌الدین قره‌حصاری

هرچند کهن‌ترین نمونه‌های باقی‌مانده از قرآن با خط حجازی نگاشته شده‌اند، اما می‌توان کمابیش گفت هم‌زمان با ظهور اسلام، خط کوفی هم شکل گرفت و قرآن با خط کوفی نوشته شد و بعدها با سوادآموزی یاران و شاگردان محمد بن عبدالله این خط بسط یافت.
در نخستین سده‌های اسلامی در پی نیاز به داشتن خطی منزه که بتوان آن را بدون غلط خواند خط کوفی مراحل تکامل را به‌سرعت طی کرد. دبیره عربی و به تبع آن خط کوفی که رسمی‌ترین و سازمان‌یافته‌ترین شیوه نگارش این خط بود، اصلاحات و ابداعاتی را در کم‌تر از دو سده از سر گذراند، تا به خطی کامل برای ثبت قرآن و سایر متون تبدیل شود. البته این تغییرات با مخالفت‌هایی نیز روبه‌رو بود و گروهی معتقد بودند که باید قرآن همچنان به همان شکل زمان پیامبر خدا نوشته شود. اما سرانجام نیاز شدید به خطی بر اساس قاعده و نظم آسان بر نظر محافظه‌کاران پیروز شد.
در آغاز برای صحیح ادا کردن متون نوشته شده و تشخیص حرکات حروف (زیر و زبر)، نقاطی درشت و مدور را به کار گرفتند که اغلب با رنگ قرمز و گاه سبز، در کنار حروف سیاه درج می‌شد. این ابتکار توسط ابوالاَسوَد دُؤَلی (درگذشت: ۶۹ ه‍.ق) انجام پذیرفت. به این شکل که یک نقطه در بالای حرف به‌جای زبر، یک نقطه در زیر حرف به‌جای زیر، یک نقطه جلوی حرف به‌جای پیش و دو نقطه روی یکدیگر به‌جای تنوین به کار می‌رفت.
با این همه هنوز کوفی برای خواندن بی‌غلط، به‌ویژه برای کسانی که عربی زبان مادری آن‌ها نبود کافی به نظر نمی‌رسید. چراکه هنوز هم تفاوت میان حروف مشابه مانند ب، ت، ث، ج، ح، خ، د، ذ، ر، ز، س، ش، ق، ف و مانند آن‌ها خواندن متن را دشوار می‌کرد. این مشکل با ابتکار «نصر بن عاصم» حل شد که بر روی حروف نقطه‌گذاری کرد و برای تمایز این نقطه‌ها از نقطه‌هایی که پیش از آن برای زیر و زبر به‌کار می‌رفت قرار شد که این نقطه‌ها با دوایر کوچک یا خطوط مورب نازک به رنگ سیاه گذارده شوند، افزون بر این ترتیب حروف نیز دستخوش تغییر شد و حروف الفبا بر مبنای ابتثی (ا، ب، ت، ث، …) منظم شد. سپس «خلیل ابن احمد فراهیدی» (۱۰۰–۱۷۰ ه‍.ق) علائمی را شامل فتحه، ضمه، کسره، سکون، تشدید، مد، همزه و تنوین پیشنهاد کرد. هرچند کتابت قرآن به صورت اولیه و بدون اعراب و اعجام یا با نقطه‌های ابوالاسودی تا سدهٔ ششم نیز کم و بیش به چشم می‌خورد، اما این ابتکارات در سرتاسر سرزمین‌های اسلامی به سرعت همه‌گیر شد.
با گذشت زمان و به‌ویژه پس از سده پنجم هجری کاربرد نوشتاری و کتابت کوفی به خطوط نسخ و محقق واگذار گردید و خط ثلث نیز در کتیبه‌نگاری گوی سبقت را از کوفی ربود.
خط کوفی از حالت ساده و بی‌پیرایهٔ اولیه درآمد و با انواع گل و برگ و تصاویر انسان و حیوان عجین شد و به عنوان عاملی تزیینی رخ نمود. خط کوفی در هنرهای صناعی مانند پارچه‌بافی، شیشه‌گری، فلزکاری، سفالگری، و در معماری و هنرهای وابسته به آن مانند آجرکاری، کاشی‌کاری کاربرد خود را حفظ کرد.
کتابخانه مرکزی آستان قدس رضوی در سال ۱۳۹۸ هشت قلم کوفی را از روی قرآنهای شماره ۱، ۲ ،۶، ۱۳، ۱۶، ۱۵۸۶، ۳۳۸۲ و ۳۵ منتشر کرده است
این قرآن‌ها که با خط کوفی بر روی پوست آهو نوشته شده‌اند، منسوب به امام اول، امام دوم، امام سوم، امام چهارم، امام ششم، امام هفتم و امام هشتم شیعیان هستند که در سال ۱۳۹۸ به صورت کامل بازآفریده و احیا شده‌اند

## انواع خط کوفی
در طول تاریخ بیش از ۳۰ شیوه نگارشی از خط کوفی ابداع شد. با گسترش اسلام و کشورگشایی مسلمانان خط کوفی در جای خط عمومی اسلام به شرق و غرب سرزمین‌های اسلامی راه یافت و با ورود به هر سرزمینی، این خط تحت تأثیر فرهنگ و تمدن آنجا تغییراتی پذیرفت و به خط محلی آن سرزمین یا شهر مشهور شد. افزون بر آن با گسترش خطوطی چون نسخ و محقق کاربرد کوفی برای نگارش متن قرآن کاهش پیدا کرد و بیشتر برای کتیبه‌های تزیینی در سرلوح کتاب‌ها یا بر روی بناهای مختلف به‌کار رفت. آمیختگی این خط با تزیینات گیاهی و اسلیمی به ویژه در دوران سلجوقی و همچنین ترکیب با معماری و شیوه‌های آجرچینی شیوه‌های بسیار متنوعی را به‌وجود آورد. از این رو تنوع در خط کوفی در بین تمام خطوط جهان بی‌نظیر است.
جالب است که دانشمندی چون ابوجیان توحیدی در اوایل سدهٔ یازدهم میلادی/پنجم هجری هنوز از ۱۲ شکل عمدهٔ خط کوفی یاد می‌کند که بسیاری از آن‌ها نام خود را از مکان‌هایی که در آنجا به‌کار رفته گرفته‌اند.

### تقسیم خط کوفی از نظر شیوهٔ نگارش
به‌طور کلی شیوه‌های نگارش خط کوفی را می‌توان به دو شیوه یا شاخه بزرگ مشرقی و مغربی تقسیم کرد:
کوفی مغربی

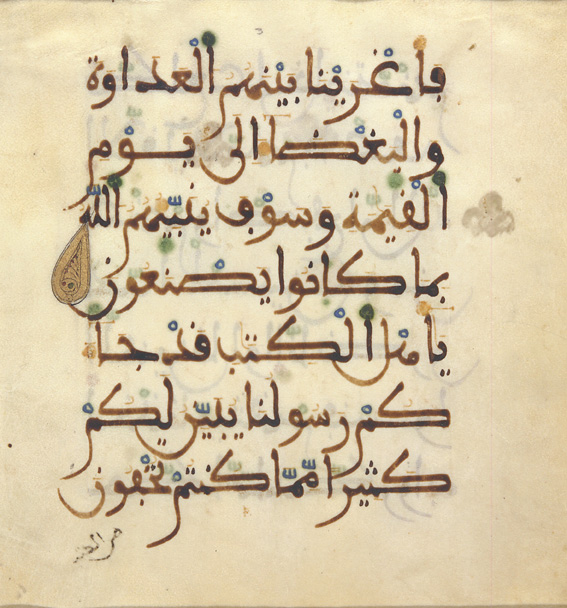
کوفی مغربی؛ برگی از قرآن؛ بخشی از سورهٔ مائده؛ مربوط به سدهٔ ۱۱ م.

خط کوفی مغربی خطی است مشتق شده از کوفی قدیم، کهن‌ترین نمونه از این نوع خط مربوط به اواخر سدهٔ سوم هجری است که به شیوهٔ قیروانی نوشته شده است. خط قیروانی ظاهری هندسی دارد و به‌ویژه به حالت مستطیل و زاویه‌دار نوشته می‌شود. از میان شاخه‌های خط کوفی مغربی، خط تونسی نزدیک‌ترین آن‌ها به شیوه‌های خط مشرقی این خط است. اختلافی که بین کوفی مشرقی و مغربی وجود دارد در دو عامل خلاصه می‌شود، یکی در طرز نوشتن دو حرف «ف و ق» و عامل دوم در به کار گرفتن ردیف الفبایی.
خط کوفی مغربی را می‌توان بر اساس سرزمینی که در آن رواج داشته به این شیوه‌ها تقسیم کرد:
- قیروانی (اندلسی، قرطبی، فاسی) منسوب به قیروان که اکنون در تونس واقع است و سایر شهرهای آن منطقه
- تونسی - منسوب به تونس
- جزائری - منسوب به الجزائر
- سودانی - منسوب به سودان

کوفی شرقی

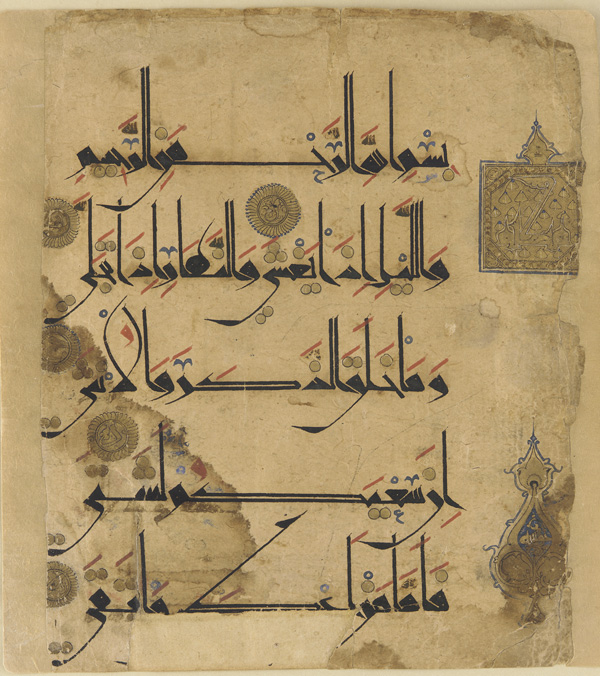
برگی از قرآن؛ کوفی به شیوهٔ ایرانی؛ علائم نقطه‌گذاری و زیر و زبر به شیوه ابوالاسود و خلیل فراهیدی قابل رویت است.

خط کوفی شرقی یا مشرقی خود به سه دسته قابل تفکیک است:
- اصیل عربی (شامل مکی، مدنی، کوفی، بصری، شامی، مصری و دیگر انواع آنها)
- ایرانی (که به آن پیرآموز یا قیرآموز هم گفته‌اند)
- مختلط (که ترکیبی از شیوه نگارش ایرانی و شیوه‌های عربی است)

### تقسیم خط کوفی شرقی از نظر تزیینات
خط کوفی به‌ویژه آنچه که در شرق سرزمین‌های اسلامی و بیش از همه در ایران و آسیای مرکزی رواج داشته از نظر تزییناتی که یافته بسیار متنوع و متفاوت است. با این وجود آن را می‌توان به سه گروه کلی تقسیم کرد:

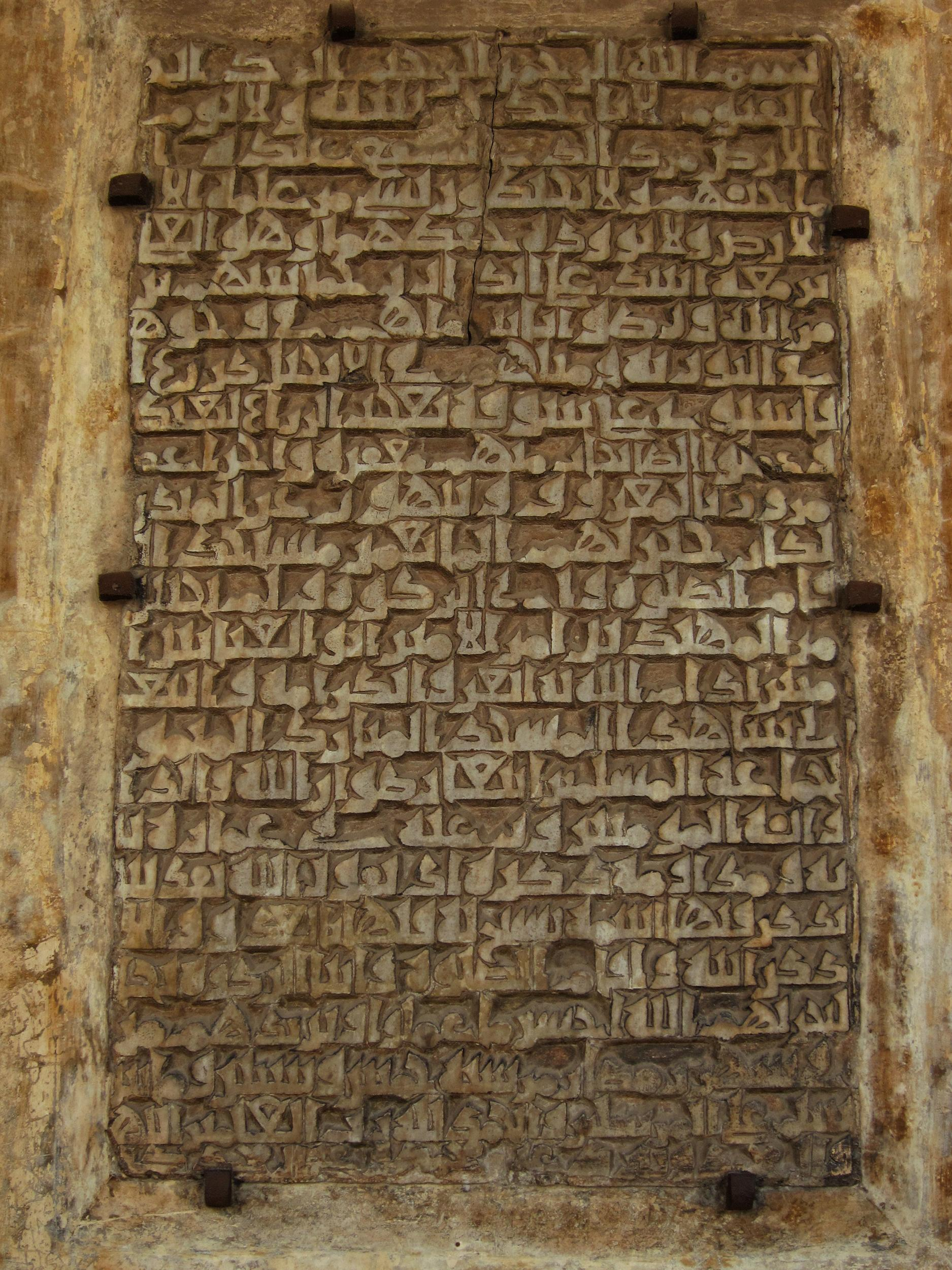
کتیبه‌ای به خط کوفی ساده بر مسجد ابن طولون در شهر قاهره؛ ۲۶۵ ه‍.ق / ۸۷۹ م

1. ساده: خطی تحریری که بیشتر برای کتابت قرآن به کار می‌رفت.
2. تزیینی: که شامل گونه‌های مختلفی نظیر گل و برگ دار، گره دار، مشبک، مصور، مزین و … بود.
3. کوفی بنایی: برای کتیبه نگاری و تزیین بناها بکار گرفته شد و تماماً از سطح تشکیل می‌شد و هیچ دوری نداشت. خط کوفی بنایی به جهت خوانایی به سه سطح آسان، متوسط و مشکل طراحی می‌شود که گونهٔ مشکل آن از دو بخش مثبت و منفی تشکیل می‌شود و هر دو بخش آن قابل خواندن است.

## کوفی ساده (محرر)
خط کوفی ساده یا تحریری همان شیوه قدیمی است که در سده‌های اولیه اسلامی به‌ویژه در دوره امویان بیشتر برای کتابت قرآن به‌کار می‌رفته است؛ هرچند مواردی از کاربرد تزیینی این خط نیز به‌چشم می‌خورد و نمونه‌هایی از آن را می‌توان بر روی مسکوکات اموی یا در کتیبه مسجد ابن طولون در شهر قاهره متعلق به نیمه دوم سده سوم هجری دید.
کوفی ساده یا محرر را به دو شیوه تقسیم کرده‌اند:
- سادهٔ خالص
- سادهٔ ایرانی

## کوفی تزیینی
خط کوفی تزیینی بر خلاف نوع ساده و تحریری که تابع اصول و قواعد معینی در نگارش حروف می‌باشد، هیچ قاعده مشخصی ندارد و کاربرد تزیینی به‌کلی شکل حروف را دستخوش تغییر می‌کند. مشکل اساسی کوفی تزیینی در تمامی شعبات فراوانش، خواندن آن است؛ که به سبب افراط در جنبه تزیینی، این خط پیچیده و مشکل‌خوان شده است تا جایی که حتی برای قرینه‌سازی و ایجاد فضای مطلوب تزیینی، در شکل حروف تصرف کرده و به نقاشی و رسامی متوسل شده‌اند، گاه حروف در میان انبوهی از شاخ و برگ و گل یا تزیینات هندسی قرار می‌گیرد چنان‌که در نظر اول نوشته به صورت توده‌ای از گل و گیاه جلوه می‌کند. این خط دارای انواع گوناگونی است که برخی از آن‌ها عبارتند از:
- مشجر

این شیوه تزییناتی ابتدایی و کم‌کار دارد. در این روش سر یا انتهای حرکات عمودی و برخی حروف مانند «ن» و «و» مانند شاخه‌های درختان، شاخه شاخه شده است. قدیمی‌ترین نمونه این خط در مسجد نایین قابل مشاهده است.
- مورق (برگ‌دار)

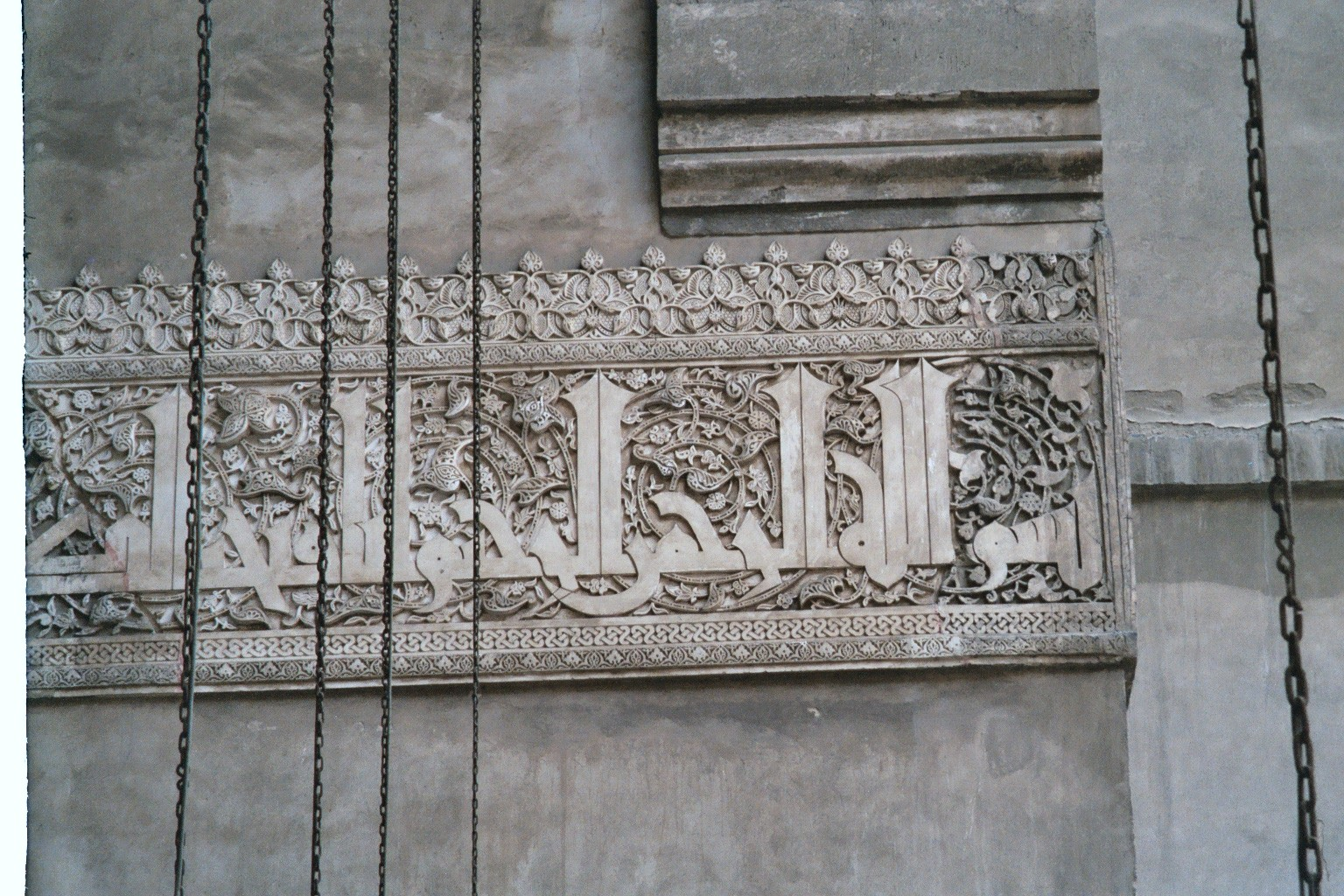
کوفی تزیینی مورق یا برگ‌دار؛ عبارت بسم الله الرحمن رحیم در آغاز یک کتیبه؛ مسجد سلطان حسن در قاهره

در این شیوه فضای خالی بین حروف و کلمات با شاخه‌ها و برگ‌ها پر می‌شود. معروف‌ترین شکل این نوع خط کوفی تزیینی با گل و بوته‌های برگ‌دار تزیین یافته‌اند. شاید زیباترین نمونه کوفی تزیینی مورق کتیبه‌های مسجد سلطان حسن در قاهره باشد.
- مزهر (گل‌دار)

در این خط حروف و کلمات با گل و برگ شبیه به تذهیب زینت داده می‌شود در حقیقت در همان نیمه دوم قرن سوم هجری، کوفی با نقوش اسلیمی مخطوط شد و با خطوط اولیه تفاوت پیدا کرد. این تحول در قرن پنجم هجری به حد نهایی خود رسید.
- مظفر (ناخنی)

در این شیوه علاوه بر تزیین فواصل بین حروف و کلمات با گل و شاخ و برگ گیاهان، خود کلمات و حروف نیز تزیین می‌شوند.
- معشق (درهم پیچیده یا گره‌دار)

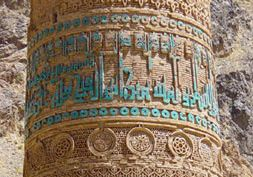
کوفی تزیینی معشق یا گره‌دار در منار جام در افغانستان

در این شیوه افزون بر گل و برگ در لابه‌لای خطوط حروف عمودی بسیار بلند کشیده می‌شوند و در بالا با هم گره خورده ترکیبی شبیه به نقوش هندسی اسلامی پدیدمی‌آورند. به این شیوه متعقد یا گره‌دار نیز می‌گویند.
- موشح (مصور)

در این شیوه جنبه تزیینی به‌طور کامل بر خط غلبه دارد و شکل هندسی حروف و تزیینات نقاشی شده درهم آمیخته شده و هم در خط و هم در فاصله بین نوشته‌ها و به اصطلاح زمینهٔ حروف، تزیینات یا گره‌های متنوع و پُرکاری به چشم می‌خورد. انبوه تزیینات آمیخته با خط موجب دیرخوانی و سخت‌خوانی خط کوفی موشح می‌گردد. نمونهٔ کامل خط کوفی موشح در داخل آرامگاه پیر علمدار در دامغان مربوط به اوایل سده پنجم هجری می‌توان دید.
کوفی بنّایی (معقلی)

خط کوفی بنّایی یا مَعْقِلی، ترسیم از روی کتیبه‌ای در اصفهان، سورۀ اخلاص، (شروع از گوشهٔ چپ به سمت بالا) بسم الله الرحمن الرحیم، قل هو الله احد، الله الصمد، لم یلد ولم یولد، ولم یکن له کفوا احد.

خط بنّایی یا مَعْقِلی نوعی خط کوفی زاویه‌دار به‌شمار می‌رود که براساس خانه‌های شطرنجی طراحی می‌شود و از ترسیم اشکال هندسی مانند مربع، لوزی، مستطیل و خطوط موازی و متقاطع حاصل می‌شود. این خط دارای زوایای قائمه است که به‌طور کلی یک طرح کامل هندسی را ایجاد می‌کند. به نظر می‌رسد این خط در پی تکامل شیوه‌های آجرچینی و در پی تکامل آجرکاری و کاشی‌کاری پدید آمده است. انواع خط کوفی مَعْقِلی در کتیبه بناها در دوران‌های مختلف به ویژه در دوره‌های سلجوقی، تیموری و صفوی به کار برده شده و نمونه‌های بسیار از این دست در بناهای شهرهای مختلف وجود دارد. یکی از بهترین نمونه‌های آن در مسجد گوهرشاد مشهد به چشم می‌خورد. کوفی بنایی یا مَعْقِلی که خود به سه نوع آسان، متوسط و مشکل تقسیم می‌شود و دارای نام‌های منجر، مربعی یا مستطیلی متداخل است.

## نگارخانه

دست‌نوشته‌ای از آیات ۱۰ و ۱۱ سورهٔ «فتح» به خط کوفی.
دست‌نوشته‌ای از آیات ۸۵ تا ۸۸ سورهٔ «انعام» به خط کوفی.
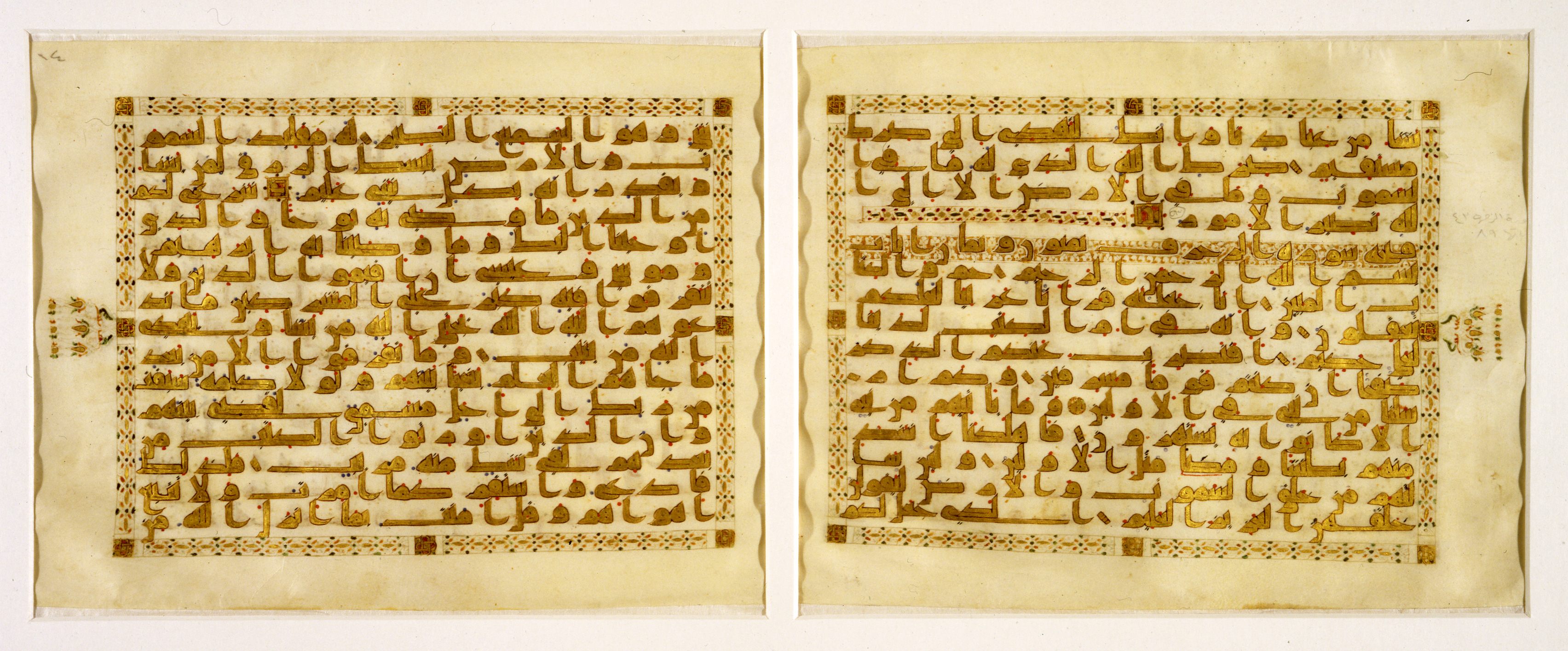
قرآن به خط کوفی که زرنویسی شده است.
پرچم عراق (۲۰۰۸)
خط کوفی بر روی پرچم ایران (۱۹۸۰)